# ناحیه سنت ژوسف، شهرستان شمپین، ایلینوی
ناحیه سنت ژوسف، شهرستان شمپین، ایلینوی (به انگلیسی: St. Joseph Township) یک منطقهٔ مسکونی در ایالات متحده آمریکا است که در شهرستان شمپین، ایلینوی واقع شده‌است. ناحیه سنت ژوسف ۵٬۸۷۶ نفر جمعیت دارد و ۲۰۴ متر بالاتر از سطح دریا واقع شده‌است.